# Дракон летючий
Дракон летючий (Draco volans) — вид плазунів, представник роду летючих драконів з родини Агамових. Латинська назва виду перекладається як «летючий дракон». Draco volans є типовим представником роду Draco.

## Опис

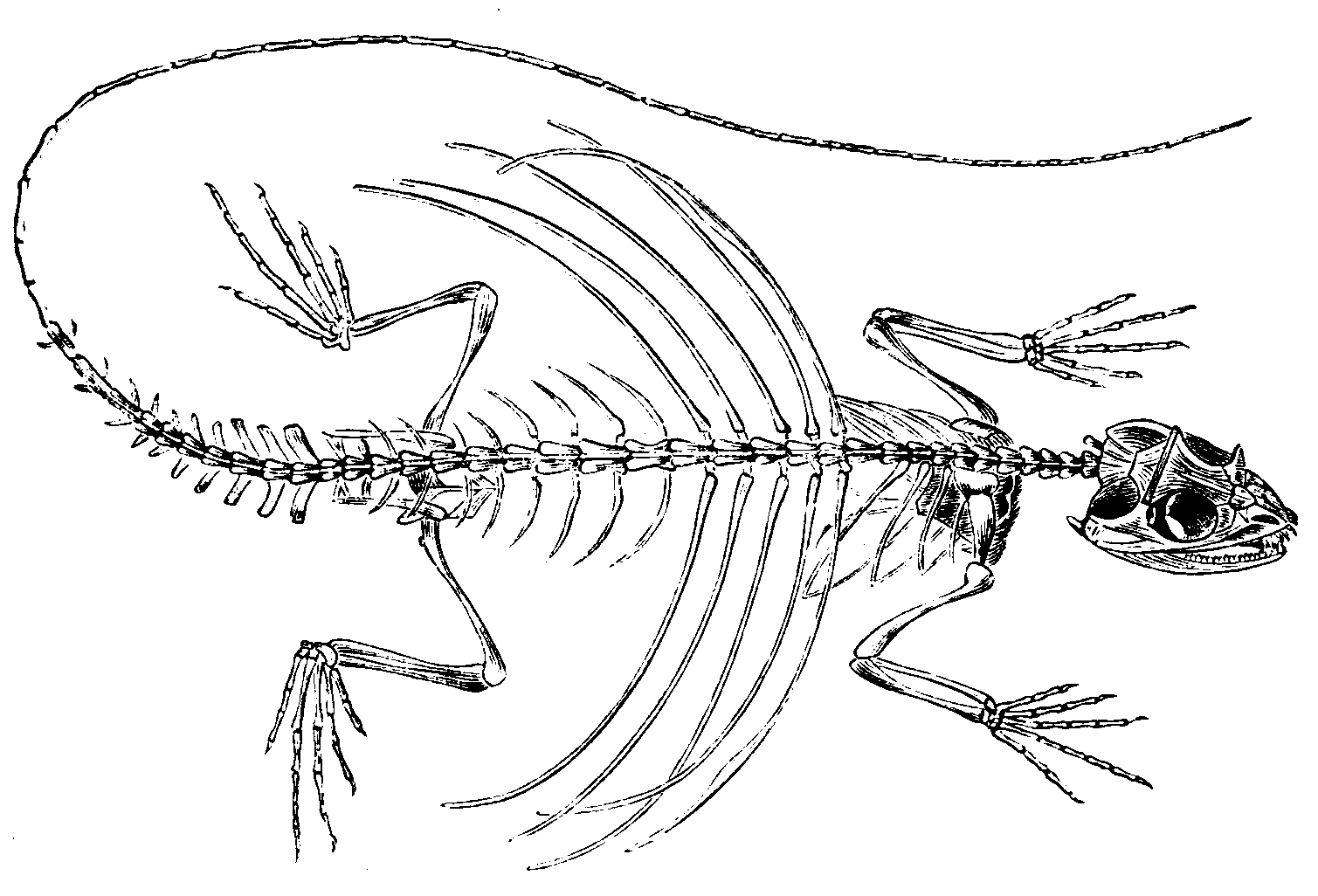
Скелет Draco volans

Довжина особин цього виду до 22 сантиметрів. Самці до 195 мм у довжину, а самки 212 мм. Ця величина включає в себе довжину довгого, тонкого хвоста, який становить приблизно 114 мм у самців і 132 мм довжини у самиць.
Мають тонке приплюснуте тіло і довгий хвіст. З боків розташовані широкі шкірясті складки, натягнуті між шістьма «хибними» ребрами. При їх розкритті утворюються своєрідні «крила», за допомогою яких дракони можуть планувати в повітрі на відстань до 60 метрів.
У самців на горлі розташовується спеціальна шкірна складка, що висувається вперед. Вона служить стабілізатором тіла при польоті.
Вид відрізняється від інших видів роду Летючих драконів рядами прямокутних коричневих плям на верхній частині «крила». На нижній частині «крил» у летючих драконів цього виду чорні плями. Самці мають довгу загострену шкірну складку, яскраво-жовтого кольору. Особини виду мають блакитне забарвлення на нижній стороні «крил», і коричневе на верхній стороні. Самки трохи відрізняються тим, що у них менша шкірна складка на шиї і вона синювато-сіра, а не жовта як у самців. Крім того, нижня сторона крил у самиць жовтого кольору.

## Спосіб життя
Живуть у кронах дерев тропічних лісів, де проводять значну частину свого життя. На землю спускаються лише у двох випадках — для відкладання яєць і якщо політ не вдався.
Живуть вони високо на гілках дерев, харчуються комахами, в основному мурахами та термітами.
Самка відкладає 5 яєць, вона оберігає кладку добу, опісля цього більше не турбується майбутнім потомством. Інкубація триває 32 дні.

## Розповсюдження
Вид поширений в Індонезії (на островах: Борнео, Суматрі, Яві, Тиморі), у Західній Малайзії (вкл. острови Тіоман), Таїланді (вкл. острів Пхукет), на Філіппінських островах (Палаван), Сінгапурі, В'єтнамі.

## Інше
Draco volans зображений на поштовій марці Камбоджі 1993 року випуску.

## Галерея
|                                         |
| Draco volans у музеї зоології у Лондоні |

|                                                                          |
| Зображення Draco volans із книги The history of Sumatra J. M'Creery 1811 |

|                                          |
| Draco volans у нижній частині зображення |

|                                |
| Малюнок Draco volans 1789 року |

|                                            |
| Draco volans у тропічному лісі в Індонезії |

|                                                  |
| Draco volans у музеї природознавства в Німеччині |